# Російська блакитна кішка
Російська блакитна (англ. Russian blue, RUS)  — порода кішок, що походить, імовірно, від кішок з північних областей Росії (район Архангельська)

## Історія
Не виключено, що в основі породи, поряд з кішками Росії, були їхні побратими з південної Європи. Достовірна історія формування російської блакитної породи починається з 1935 року, з моменту реєстрації у племінній книзі Великої Британії. У період з 1945 року до 1965 рік російських блакитних розводили регулярно. Основна увага приділялася збереженню плюшевої текстури шерсті (довжина підшерстя майже дорівнює довжині ості, покривне волосся виражене вкрай слабко) і характерного сріблястого відтінку блакитного забарвлення. Донині від блакитних батьків можуть з'являтися кошенята забарвлення блюпойнт. У деяких фелінологічних організаціях цей колірний варіант не є виставковим, але допускається в племінному розведенні.
Ще активніше процес схрещування із сіамськими кішками проходив у США в 50-60-х роках XX ст. Сьогодні таке схрещування заборонене. Становлення російської блакитної у Європі й Америці відбувалося незалежно, внаслідок чого виникли розбіжності. Розходжень у стандарті GCCF, FIFE й WCF майже немає. Але є розбіжності зі стандартом, прийнятим американською асоціацією CFA. У кішок американського походження вуха величезні, широко розставлені й трохи розведені в боки (як у сіамських).
У кішок європейського континенту вуха менші й поставлені вертикально. Російські блакитні з Великої Британії мають міцнішу конституцію в порівнянні з американськими. У середині 80-х років XX ст. російські блакитні кішки з'явилися в Росії. Порода нечисленна, залишається досить рідкісною, хоча представлена в багатьох країнах світу.

## Характер
Кішки російської блакитної породи відрізняються приємною, тихою і лагідною вдачею. Вони соромливі й потайливі. Прив'язуються до господарів, охоче граються, товариські. Гарні мисливці. Добре стрибають, активні, рухливі. Голос подають нечасто, звичайно він ледве чутний. Добре ладнають з іншими тваринами та малими дітьми. Легко переносять життя в міській квартирі.

## Зовнішній вигляд
Кішки російської блакитної породи — це граційні тварини середніх розмірів, мають легку будову тіла. Тіло витягнуте, гнучке. Кістяк легкий. Груди круглі, добре розвинені. Кінцівки високі, тонкі. Лапи овальні, невеликі. Задні кінцівки трохи довші, ніж передні. Хвіст середньої довжини, зі стовщеною основою, загостреним кінчиком.
Голова коротка, клиноподібна. Череп вузький. Лоб плаский або слабкоопуклий. Морда коротка — у профіль утворює прямий кут. Ніс прямий. Лоб над носом утворює помітний виступ. Підборіддя міцне. Вилиці вузькі. Вуха великі, з тонкою прозорою шкірою, без шерсті на внутрішній поверхні, поставлені вертикально, загострені на кінцях. Очі мигдалеподібні, великі, широко розставлені, розташовані під кутом до носа, живі, яскраво-зелені або ж блакитні. Шия довга, струнка, але через шерсть виглядає короткою.  
Шерсть коротка, тверда, оксамитова («плюшева»), м'яка, густа, шовковиста, не прилягає щільно до тіла, рівномірно забарвлена. Шерсть подвійна: підшерстя однакової довжини з остьовим волоссям. Покривне волосся розвинене слабко.

### Забарвлення
Мальтійське забарвлення блакитної зі сріблястим відливом, зі сріблястим крапом на остьовому волоссі (надає сріблястого блиску), рівномірне, без відтінків, малюнка й білих плям або волосків. У Великій Британії надають перевагу блакитному кольору середньої насиченості, у США — світлішим тонам. Мочка носа й подушечки лап сіро-блакитні. За стандартами США допускаються подушечки лап лілово-рожеві, за європейськими стандартами темно-лілові. Деякими міжнародними фелінологічними організаціями визнані колірні варіації «російська чорна» й «російська біла». Вони не настільки ефектні, як основне забарвлення, тому не є особливо популярними.

## Світлини

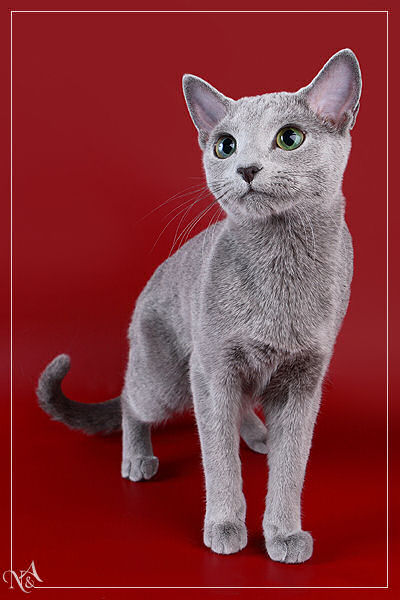
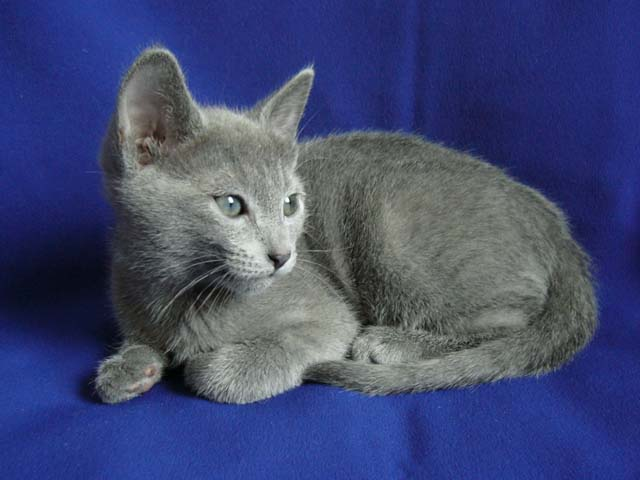
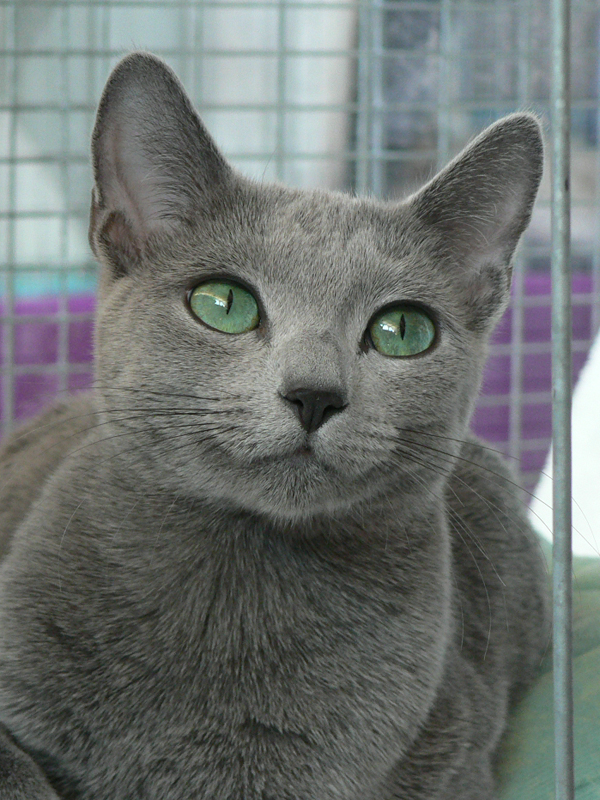
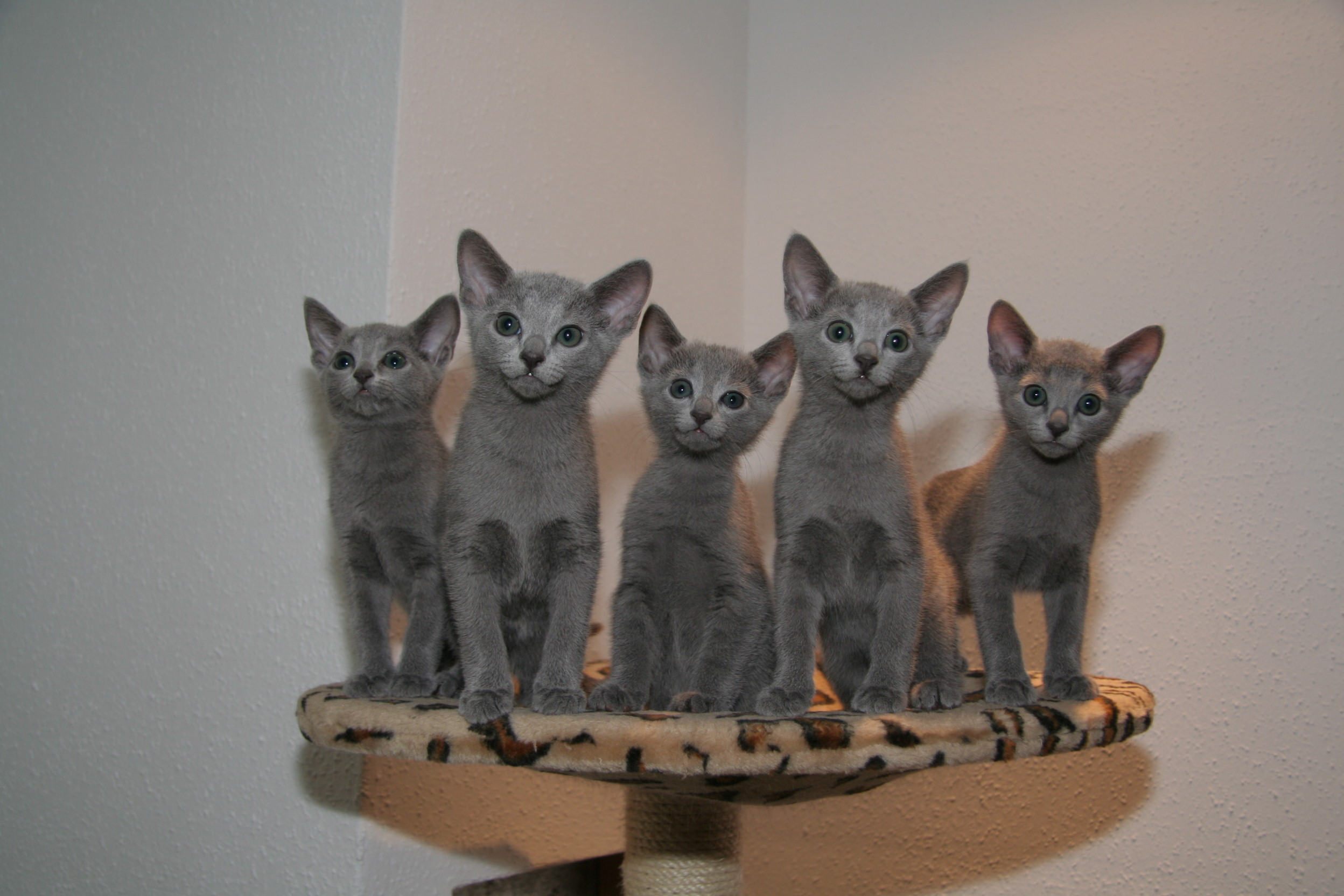
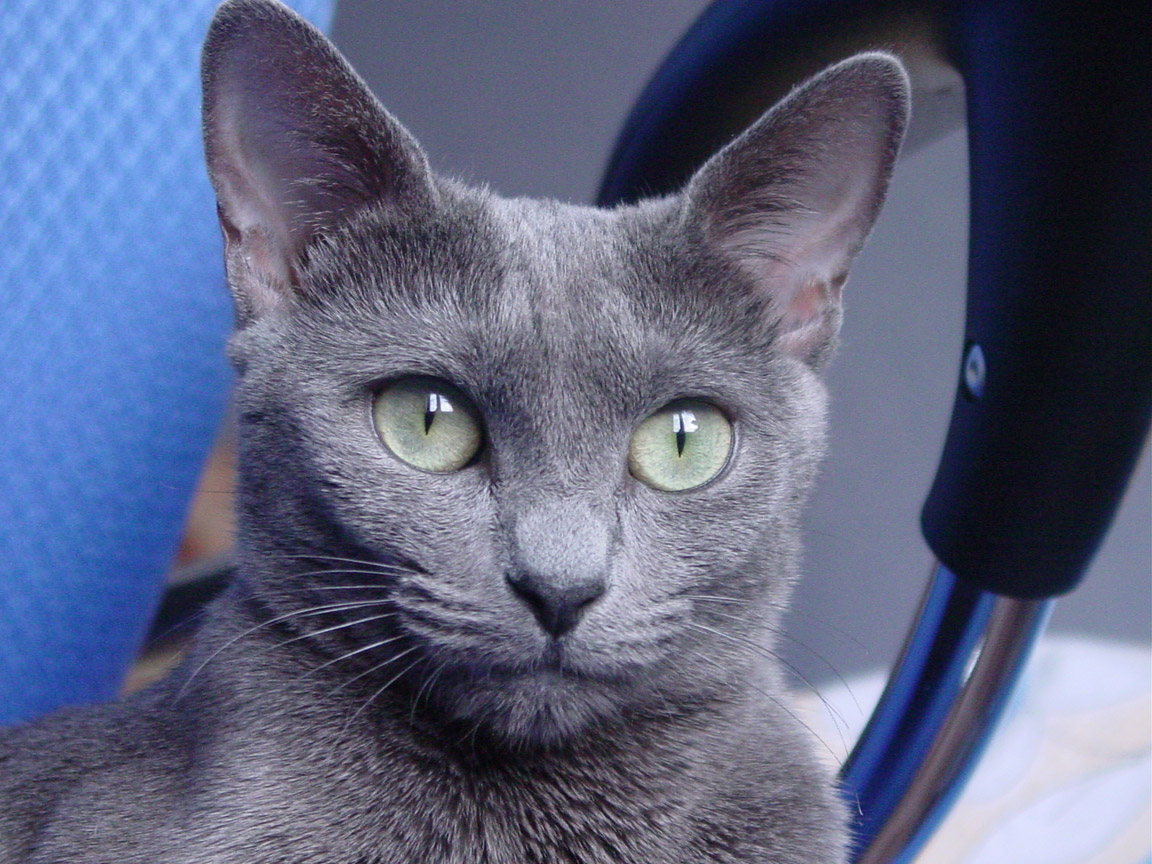
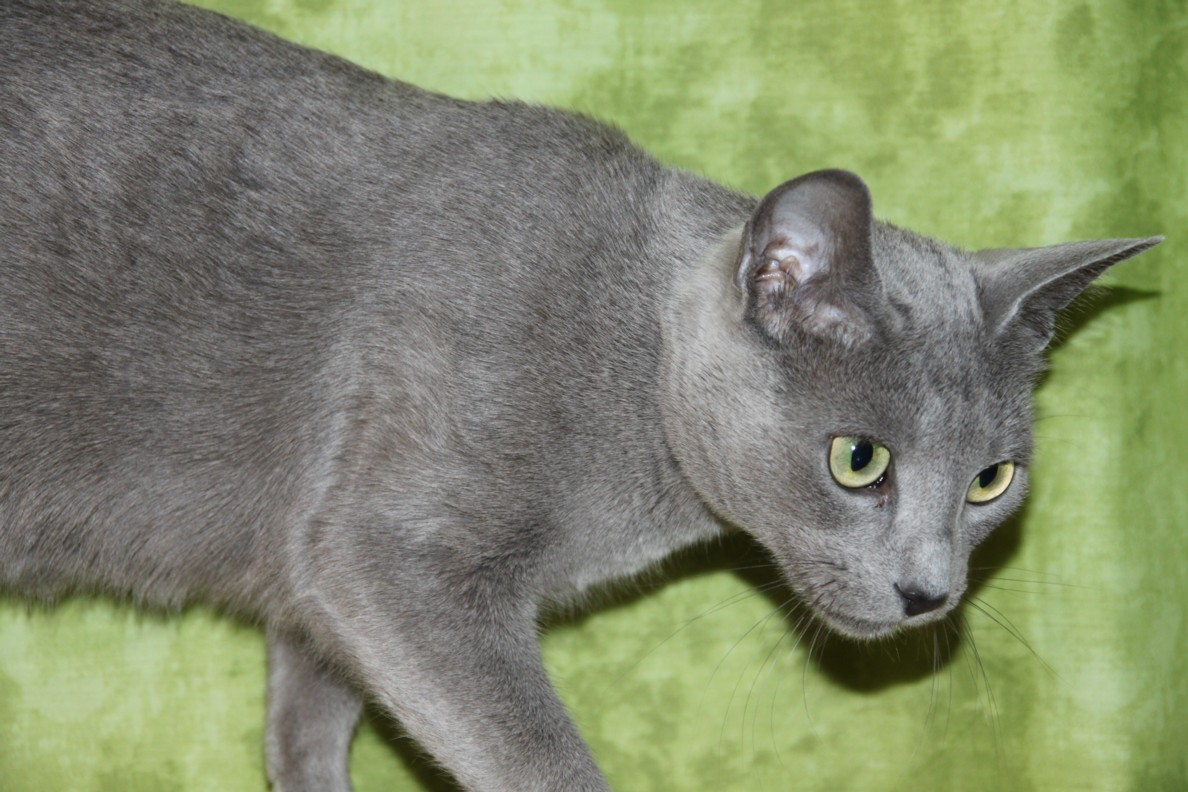